# Катарина Брауншвейг-Люнебургская
Катарина Брауншвейг-Люнебургская (нем. Katharina von Braunschweig-Lüneburg; 1395 — 28 декабря 1442, Гримма) — принцесса Брауншвейг-Люнебургская из династии Вельфов, в замужестве курфюрстина Саксонская.

## Биография
Катарина — единственная дочь и второй ребёнок герцога Генриха I Брауншвейгского и его первой супруги Софии (ум. 1400/06), дочери герцога Померании Вартислава VI.
В возрасте 7 лет 8 мая 1402 года Катарина вышла замуж за маркграфа Фридриха IV Мейсенского, вступившего на саксонский курфюршеский престол в 1425 году. Курфюрст потерял большую часть своего войска в 1425 году под Мостом в гуситских войнах. Курфюрстина Катарина в отсутствие Фридриха организовала на родине набор в новое войско численностью 20 тысяч человек, направившегося на подмогу осаждённому Аусигу, но разбитого в 1426 году в сражении под этим городом.

## Потомки
- Фридрих II (1412—1464), курфюрст Саксонии, женат на эрцгерцогине Маргарите Австрийской (1416/17—1486)
- Сигизмунд (1416—1471), епископ Вюрцбургский
- Анна (1420—1462), замужем за ландграфом Гессенским Людвигом I (1402—1458)
- Катарина (1421—1476), замужем за курфюрстом Бранденбурга Фридрихом II (1413—1471)
- Генрих (1422—1435)
- Вильгельм III (1425—1482), ландграф Тюрингский, герцог Люксембургский, женат на эрцгерцогине Анне Австрийской (1432—1462), затем на Катарине фон Бранденштейн (ум. 1492)